# 吴晓华 (1959年)
吴晓华（1959年12月—2022年12月31日），江苏苏州人，中国人民解放军空军少将，正军职退休干部，空军装备部原政委。

## 生平
吴晓华1977年1月入伍，1979年12月加入中国共产党。历任战士、侦听员、政治协理员、干事、科长、副处长、处长、师副政委、政委，兰州军区空军政治部副主任等职。
2022年12月31日，吴晓华因病于上海逝世，享年63岁。讣告刊登在2023年2月19日的《解放军报》。